# 4261 Gekko
4261 Gekko (1989 BJ) là một tiểu hành tinh vành đai chính được phát hiện ngày 28 tháng 1 năm 1989 bởi Yoshiaki Oshima ở Gekko.
Nó được đặt theo tên the observatory ở which it was discovered. The name means "moonlight". The observatory was founded in 1957 và belongs to International Foundation for Cultural Harmony.